# فلاديسلاف ستويانوف
فلاديسلاف ستويانوف (بالبلغارية: Владислав Стоянов)‏ (8 يونيو 1987 برنيك بلغاريا - ) هو لاعب كرة قدم بلغاري، يلعب كحارس مرمى.

## روابط خارجية
- فلاديسلاف ستويانوف على موقع الاتحاد الأوربي (الإنجليزية)
- فلاديسلاف ستويانوف على موقع قاعدة بيانات كرة القدم.إي يو (الإنجليزية)
- فلاديسلاف ستويانوف على موقع ناشيونال فوتبول تيمز (الإنجليزية)
- فلاديسلاف ستويانوف على موقع Soccerway.com (الإنجليزية)
- فلاديسلاف ستويانوف على موقع عالم كرة القدم.نت (الإنجليزية)
- فلاديسلاف ستويانوف على موقع AS.com (الإسبانية)